# Salernitana Sport 1983-1984
Questa voce raccoglie le informazioni riguardanti la Salernitana Sport nelle competizioni ufficiali della stagione 1983-1984.

## Stagione
L'onorevole Arcangelo Japicca, che già fu presidente dell'Avellino, a ridosso delle elezioni politiche nazionali assume le redini della Salernitana 1983-84, con l'intento dichiarato di condurre la squadra in Serie B. 
Il campionato, effettivamente, parte bene e dopo 5 giornate i granata sono imbattuti e secondi alle spalle della capolista  Bari, cui hanno imposto il pareggio nello scontro diretto disputato in Puglia alla seconda giornata.
Sarà tuttavia un ennesimo campionato assolutamente anonimo (ottavo posto), con il tecnico Mario Facco perennemente sull'orlo delle dimissioni ed i tifosi in continua contestazione.
Non andrà meglio in Coppa Italia Serie C, dove i granata si fermeranno agli ottavi di finale.
L'unica consolazione stagionale è in Giovanni Zaccaro: con 14 reti messe a segno, l'attaccante granata è il capocannoniere del campionato.

## Divise e sponsor
Lo sponsor ufficiale per la stagione 1983-1984 è Antonio Amato. La prima maglia è interamente granata chiaro e riporta il nome dello sponsor ufficiale.
| Casa |

## Rosa
| N. |                   | Ruolo | Calciatore          |
| -- | ----------------- | ----- | ------------------- |
|    | Italia (bandiera) | P     | Andrea Ceccarelli   |
|    | Italia (bandiera) | P     | Oriano Boschin      |
|    | Italia (bandiera) | D     | Claudio Bazeu       |
|    | Italia (bandiera) | D     | Claudio Cianchetti  |
|    | Italia (bandiera) | D     | Angelo Del Favaro   |
|    | Italia (bandiera) | D     | Maurizio Di Fruscia |
|    | Italia (bandiera) | D     | Vincenzo Leccese    |
|    | Italia (bandiera) | C     | Giuliano Belluzzi   |
|    | Italia (bandiera) | C     | Roberto Chiancone   |
|    | Italia (bandiera) | C     | Franco Conforto     |

| N. |                   | Ruolo | Calciatore            |
| -- | ----------------- | ----- | --------------------- |
|    | Italia (bandiera) | C     | Maurizio Marchetti    |
|    | Italia (bandiera) | C     | Marco Pecoraro Scanio |
|    | Italia (bandiera) | C     | Marco Rossi           |
|    | Italia (bandiera) | C     | Tullio Tinti          |
|    | Italia (bandiera) | C     | Fabio Vulpiani        |
|    | Italia (bandiera) | A     | Massimo Bertinato     |
|    | Italia (bandiera) | A     | Nicola Cavestro       |
|    | Italia (bandiera) | A     | Giovanni Zaccaro      |
|    | Italia (bandiera) | A     | Angelo Quaglia        |
|    | Italia (bandiera) | A     | Pasquale Viscido      |

## Risultati

### Serie C1

#### Girone di andata
| 18 settembre 1983 1ª giornata                          | Salernitana | 1 – 0 | Foligno |  |
| \| \| \| \| \| Giuliano Belluzzi ⚽ \| Marcatori \| \| |             |       |         |  |
|                                                        |             |       |         |  |
| Giuliano Belluzzi ⚽                                   | Marcatori   |       |         |  |

| 25 settembre 1983 2ª giornata                  | Bari      | 1 – 1        | Salernitana |  |
| \| \| \| \| \| \| Marcatori \| ⚽ Chiancone \| |           |              |             |  |
|                                                |           |              |             |  |
|                                                | Marcatori | ⚽ Chiancone |             |  |

| 2 ottobre 1983 3ª giornata | Salernitana | 0 – 0 | Campania |  |

| 9 ottobre 1983 4ª giornata | Cosenza | 2 – 2 | Salernitana |  |

| 16 ottobre 1983 5ª giornata | Salernitana | 1 – 0 | Benevento |  |

| 23 ottobre 1983 6ª giornata | Foggia | 3 – 2 | Salernitana |  |

| 30 ottobre 1983 7ª giornata | Salernitana | 0 – 2 | Akragas |  |

| 6 novembre 1983 8ª giornata | Civitanovese | 0 – 0 | Salernitana |  |

| 13 novembre 1983 9ª giornata | Salernitana | 2 – 0 | Casertana |  |

| 20 novembre 1983 10ª giornata | Francavilla | 1 – 0 | Salernitana |  |

| 27 novembre 1983 11ª giornata | Salernitana | 0 – 0 | Ternana |  |

| 4 dicembre 1983 12ª giornata | Rende | 0 – 0 | Salernitana |  |

| 11 dicembre 1983 13ª giornata | Salernitana | 3 – 0 | Virtus Casarano |  |

| 18 dicembre 1983 14ª giornata | Messina | 4 – 1 | Salernitana |  |

| 8 gennaio 1983 15ª giornata | Salernitana | 0 – 0 | Barletta |  |

| 15 gennaio 1983 16ª giornata | Salernitana | 2 – 1 | Taranto |  |

| 22 gennaio 1983 17ª giornata | Siena | 0 – 0 | Salernitana |  |

#### Girone di ritorno
| 29 gennaio 1984 18ª giornata | Foligno | 0 – 2 | Salernitana |  |

| 5 febbraio 1984 19ª giornata | Salernitana | 1 – 2 | Bari |  |

| 12 febbraio 1984 20ª giornata | Campania | 0 – 2 | Salernitana |  |

| 19 febbraio 1984 21ª giornata | Salernitana | 0 – 0 | Cosenza |  |

| 26 febbraio 1984 22ª giornata | Benevento | 1 – 0 | Salernitana |  |

| 4 marzo 1984 23ª giornata | Salernitana | 1 – 0 | Foggia |  |

| 11 marzo 1984 24ª giornata | Akragas | 0 – 0 | Salernitana |  |

| 18 marzo 1984 25ª giornata | Salernitana | 1 – 1 | Civitanovese |  |

| 1º aprile 1984 26ª giornata | Casertana | 1 – 0 | Salernitana |  |

| 8 aprile 1984 27ª giornata | Salernitana | 3 – 4 | Francavilla |  |

| 15 aprile 1984 28ª giornata | Ternana | 0 – 0 | Salernitana |  |

| 29 aprile 1984 29ª giornata | Salernitana | 1 – 0 | Rende |  |

| 6 maggio 1984 30ª giornata | Casarano | 2 – 1 | Salernitana |  |

| 13 maggio 1984 31ª giornata | Salernitana | 1 – 1 | Messina |  |

| 20 maggio 1984 32ª giornata | Barletta | 0 – 1 | Salernitana |  |

| 27 maggio 1984 33ª giornata | Taranto | 4 – 1 | Salernitana |  |

| 3 giugno 1984 34ª giornata | Salernitana | 3 – 1 | Siena |  |